# Сеслерия
Сесле́рия (лат. Sesléria) — род цветковых растений семейства Злаки.
Род назван в честь итальянского естествоиспытателя Леонарда Сеслера.

## Ботаническое описание

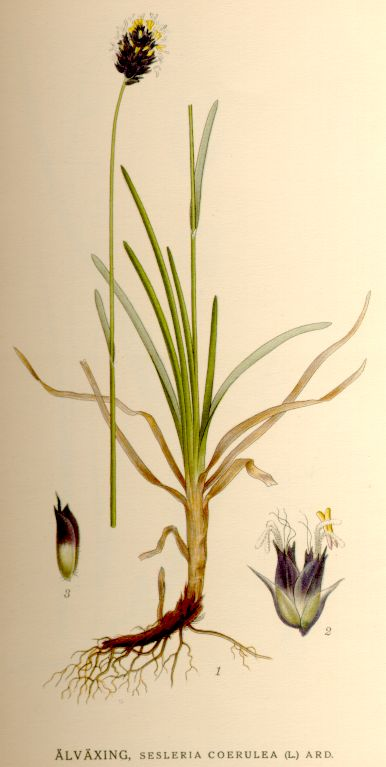
Sesleria uliginosa.

Представители рода — многолетние травы, развивающие большей частью дерновины.
Листовые пластинки плоские или сложенные вдоль.
Колоски большей частью 2—3-цветковые, собраны в плотные метёлки, похожие на колосья или на головки.

## Распространение и среда обитания
Описано около 40 видов, встречающихся в Европе (преимущественно на юге) и отчасти в Западной Азии. В России 5—6 видов в европейской части и на Кавказе. Сеслерия тимофеевковидная (Sesleria phleoides) и Сеслерия анатолийская (Sesleria anatolica) (syn. Sesleria autumnalis), произрастающие по щебнистым известняковым склонам и скалам в альпийском поясе Кавказа, служат пастбищным кормом для овец и коз. В горах Западной Европы, а также на северо-западе европейской части России по болотистым лугам и болотам растёт Сеслерия голубая (Sesleria caerulea).
Виды сеслерии разводят как декоративные, используют также для сухих букетов.

## Виды
Род включает 37 видов:
- Sesleria achtarovii Deyl
- Sesleria alba Sm.
- Sesleria albanica Ujhelyi
- Sesleria albicans Kit. ex Schult.
- Sesleria angustifolia (Hack. & Beck) Deyl
- Sesleria araratica Kit Tan
- Sesleria argentea (Savi) Savi
- Sesleria autumnalis (Scop.) F.W.Schultz — Сеслерия осенняя
- Sesleria bielzii Schur
- Sesleria caerulea (L.) Ard. typus[1] — Сеслерия голубая
- Sesleria calabrica (Deyl) Di Pietro
- Sesleria coerulans Friv.
- Sesleria comosa Velen.
- Sesleria doerfleri Hayek
- Sesleria filifolia Hoppe
- Sesleria heufleriana Schur — Сеслерия Гейфлера
- Sesleria insularis Sommier
- Sesleria italica (Pamp.) Ujhelyi
- Sesleria juncifolia Suffren
- Sesleria klasterskyi Deyl
- Sesleria korabensis (Kümmerle & Jáv.) Deyl
- Sesleria latifolia (Adamovic) Degen
- Sesleria nitida Ten.
- Sesleria phleoides Steven ex Roem. & Schult. — Сеслерия тимофеевковидная
- Sesleria pichiana Foggi, Gr.Rossi & Pignotti
- Sesleria rigida Heuff. ex Rchb.
- Sesleria robusta Schott, Nyman & Kotschy
- Sesleria sadleriana Janka
- Sesleria serbica (Adamovic) Ujhelyi
- Sesleria skipetarum Ujhelyi
- Sesleria tatrae (Degen) Deyl
- Sesleria taygetea Hayek
- Sesleria tenerrima (Fritsch) Hayek
- Sesleria ×tuzsonii (Ujhelyi) Ujhelyi
- Sesleria uliginosa Opiz
- Sesleria vaginalis Boiss. & Orph.
- Sesleria wettsteinii Dörfl. & Hayek